# FitSM
FitSM ist der Name einer Standardfamilie für leichtgewichtiges IT Service Management (ITSM). FitSM entstand im Rahmen des von der LMU München koordinierten EU-Projekts Service Management in Federated e-Infrastructures (FedSM) (Laufzeit: 2012 bis 2015).

## Überblick und Struktur

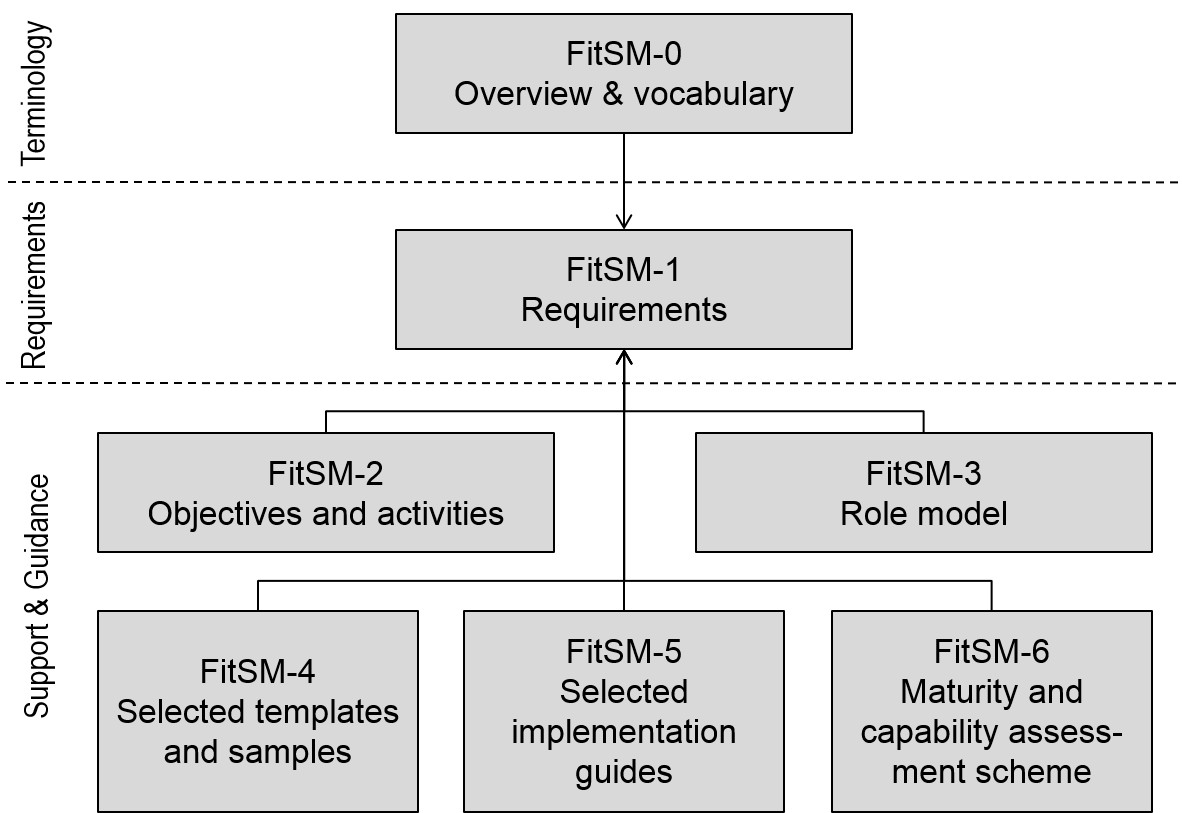
Struktur der FitSM Teile

FitSM bezeichnet sich zwar selbst als Standard, wird aber nicht von einer etablierten Standard-Organisation wie der ISO publiziert und gemanagt. Dennoch ist FitSM in Struktur und Inhalt ähnlich zu ISO- bzw. ISO/IEC-Standards aus dem Bereich Managementsysteme.
Die Dokumente des Standards sind in verschiedene, nummerierte Teile strukturiert, z. B. enthält FitSM-1 Anforderungen an ein effektives Service-Management-System (so wie ISO 9001 innerhalb der ISO 9000 Standardfamilie die Anforderungen an ein Qualitätsmanagement enthält).
Alle Teile von FitSM sind unter Creative Commons Lizenzen veröffentlicht. Übersetzungen in andere Sprachen (Deutsch und Spanisch) sind in Arbeit.
- FitSM-0 – Überblick und Vokabular: 70 Definitionen von ITSM-Begriffen
- FitSM-1 – Anforderungen: Ca. 85 auditierbare Anforderungen an ein effektives Service-Management-System (SMS), gegliedert in 7 Kategorien allgemeiner Anforderungen (General Requirements – GR) und Anforderungen für 14 Service-Management-Prozesse (Process Requirements – PR).
- FitSM-2 – Ziele und Aktivitäten: Aktivitäten zur Prozesseinführung und Prozessbetrieb, die zur Erfüllung der in FitSM-1 beschriebenen Anforderungen empfohlen werden
- FitSM-3 – Rollenmodell: Beschreibung allgemeiner und prozess-spezifischer Rollen in einem Service-Management-System
- FitSM-4 – Vorlagen und Beispiele: Sammlung von Vorlagen und Beispielen für SMS-Dokumente (u. a. Service Level Agreement)
- FitSM-5 – Ratgeber: Sammlung von Dokumenten mit Ratgeber-Charakter für verschiedene ITSM-Themen
- FitSM-6 – Reifegradbewertung: Ein auf Excel basierendes Werkzeug zur Bewertung der Fähigkeitsgrade in den verschiedenen Anforderungsbereichen bzw. des Reifegrades eines SMS

## Zertifizierungs- und Qualifizierungsschema

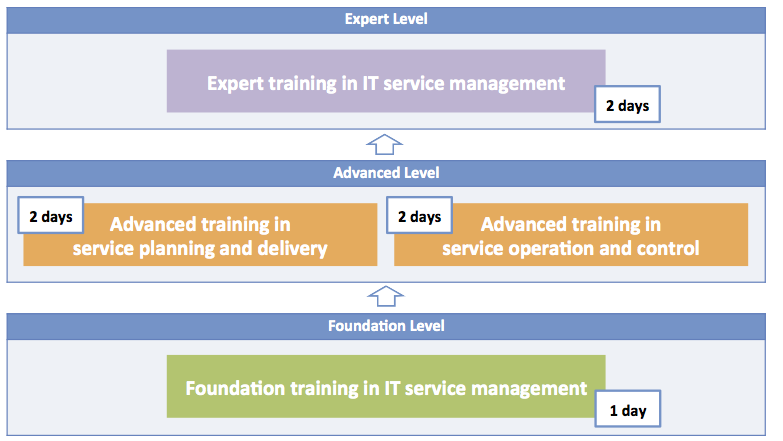
FitSM Qualifizierungsschema

Es gibt keine Zertifizierung für die Konformität nach FitSM-1, auch wenn die beschriebenen Anforderungen selbstverständlich auditiert werden können. Organisationen können derzeit ihr Service Management System nicht offiziell „FitSM-zertifiziert“ nennen, im Unterschied zu ISO/IEC 20000.
Es gibt jedoch ein Qualifizierungsschema für Personen, ähnlich den bereits vorhandenen Ausbildungsschemas nach ITIL und ISO/IEC 20000, jedoch mit erheblich weniger Umfang. Die Personenzertifizierung wurde 2013 gestartet. Personen können nach erfolgreich bestandenen Prüfungen normalerweise im Rahmen eines ein- oder zweitägigen Trainings verschiedene Zertifizierungsstufen erreichen. Diese beginnen mit dem Foundation Level, der alle involvierten Personen anspricht und enden mit dem Expert-Status, der vor allem Prozess- und ITSM-Projektverantwortliche adressiert. Personenzertifikate werden derzeit von der APMG International ausgestellt.

## Herkunft
FitSM basiert auf Ergebnissen von FedSM, einem Projekt im Rahmen des „7th Framework Program for Research and Technological Development“ (FP7) der Europäischen Union. Das ursprüngliche Ziel von FedSM war es, Service-Management in e-Infrastrukturen (E-Science-Infrastrukturen) zu unterstützen.
In einem Teil des Projektes wurden „Good Practices“ für die Implementierung von Service-Management in e-Infrastrukturen entwickelt, während ein anderer Teil des Projektes darin bestand, mit Hilfe dieser Ergebnisse bei drei am Projekt beteiligten e-Infrastruktur-Organisationen (EGI.eu, FGI und PLGrid) ein effektives Service-Management-System (SMS) einzuführen.
Als deutlich wurde, dass die Ergebnisse auch für viele IT-Organisationen außerhalb des E-Infrastruktur-Umfeldes von Nutzen sein können, entschied das Projektkonsortium, die im Projekt erstellten Dokumente als „FitSM-Standard“ zu veröffentlichen.
Seit dem Projektende im August 2015 wird der FitSM-Standard innerhalb einer Arbeitsgruppe der IT-Education Management Organization (ITEMO) weiter gepflegt.

## Prozesse
FitSM definiert 14 Prozesse, die aus ITIL und ISO/IEC 20000 bekannt sind:
- Service Portfolio Management (SPM)
- Service Level Management (SLM)
- Service Reporting Management (SRM)
- Service Availability & Continuity Management (SACM)
- Capacity Management (CAPM)
- Information Security Management (ISM)
- Customer Relationship Management (CRM)
- Supplier Relationship Management (SUPPM)
- Incident & Service Request Management (ISRM)
- Problem Management (PM)
- Configuration Management (CONFM)
- Change Management (CHM)
- Release & Deployment Management (RDM)
- Continual Service Improvement Management (CSI)

FitSM hat im Vergleich zu ITIL weniger Prozesse. Eine Reihe von eher strategisch ausgerichteten Prozessen sind in FitSM nicht vorhanden. Weiterhin wurden einige Prozesse zusammengefasst. Im Prozess Incident & Service Request Management (ISRM) sind wie schon in ITIL v2 die Bearbeitung von Störungsmeldungen (Incident) und Service Anfragen (Service Request) zusammengefasst.